# Ню-Бетс
Ню-Бетс (нід. Nieuw Beets, фриз. Nij Beets) — село в нідерландській провінції Фрисландія. Входить до муніципалітету Опстерланд.
Його площа становить 19,11км², а населення станом на 2021 рік складало 1 670 осіб.

## Галерея

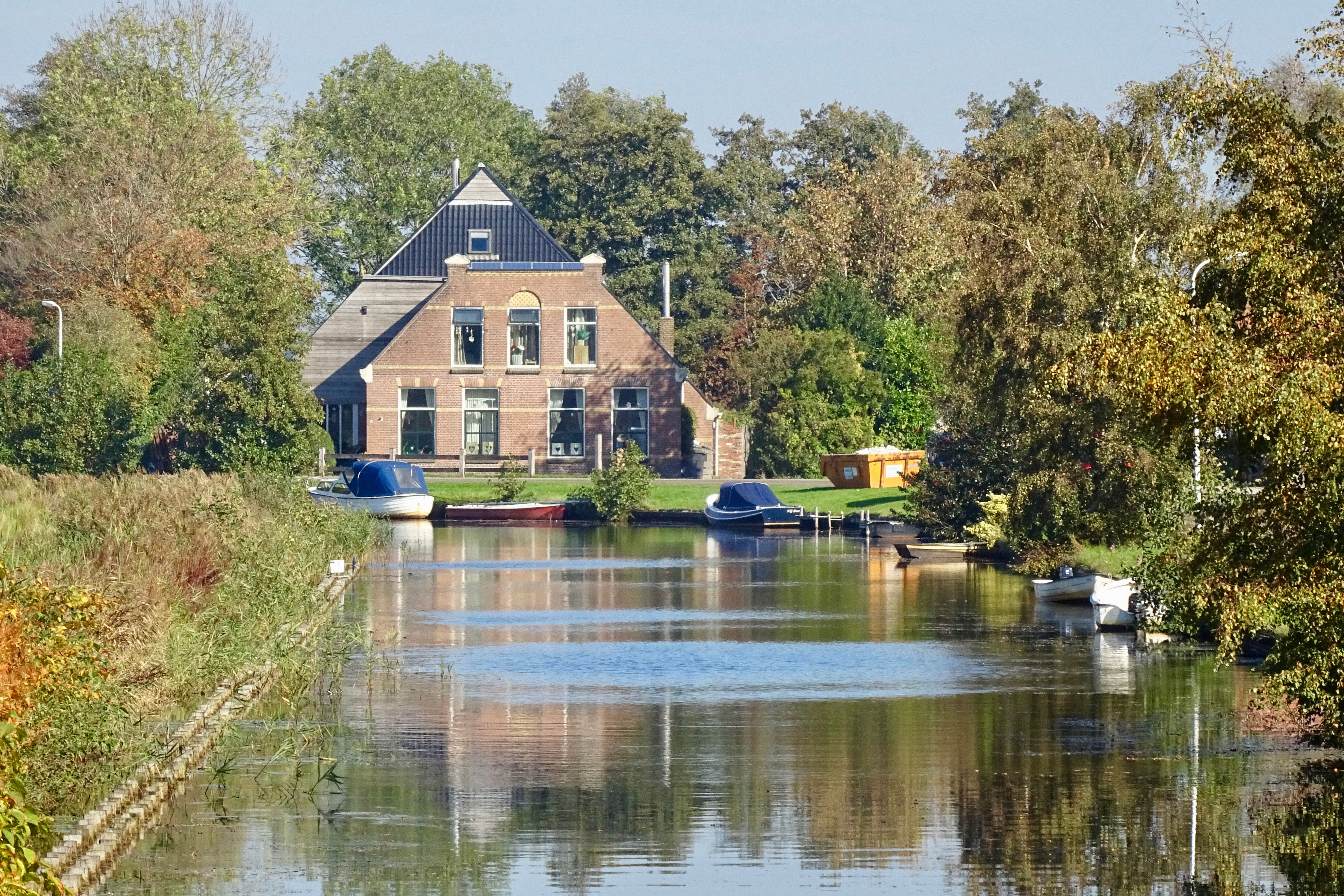
Ферма на каналі
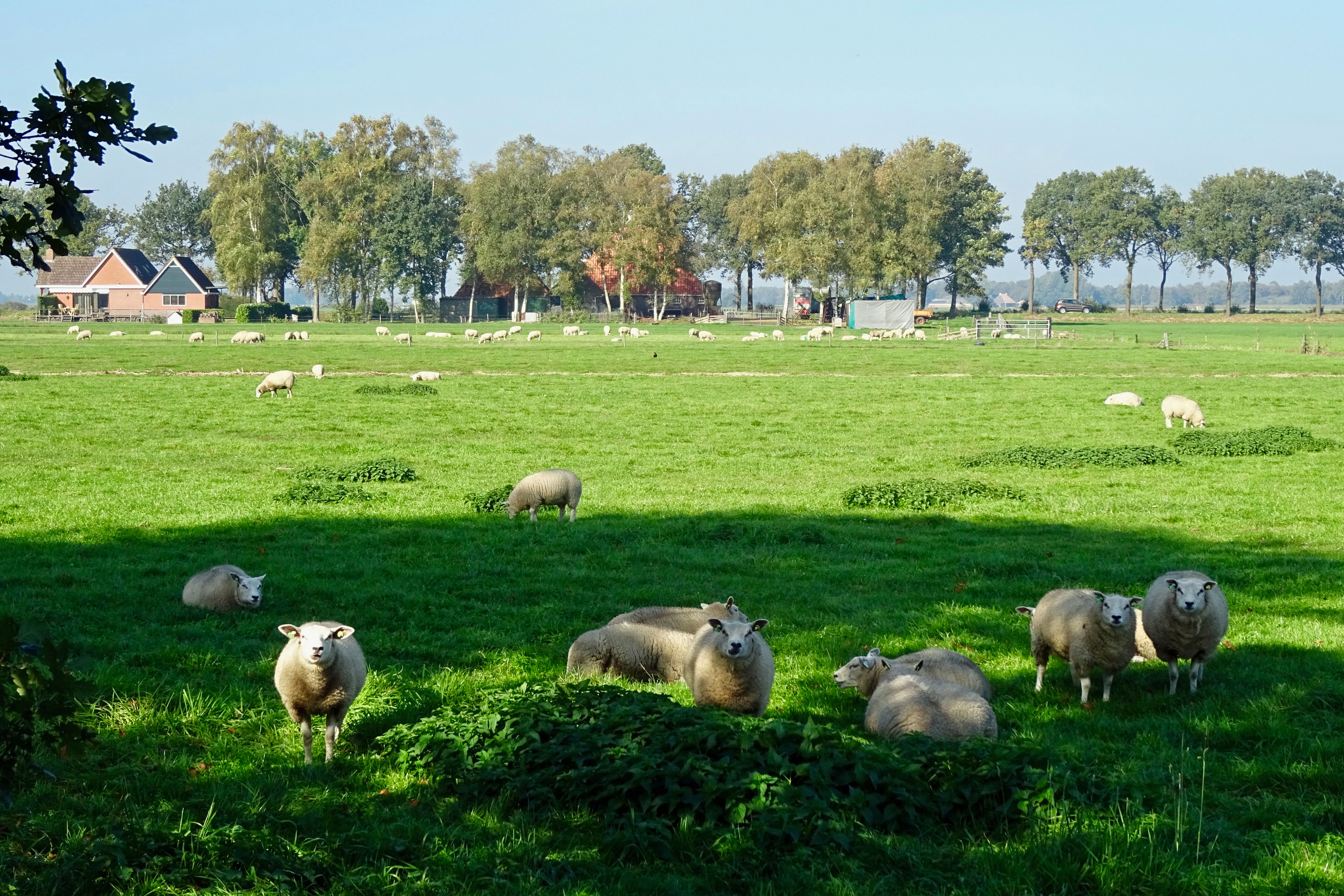
Пасовище біля села
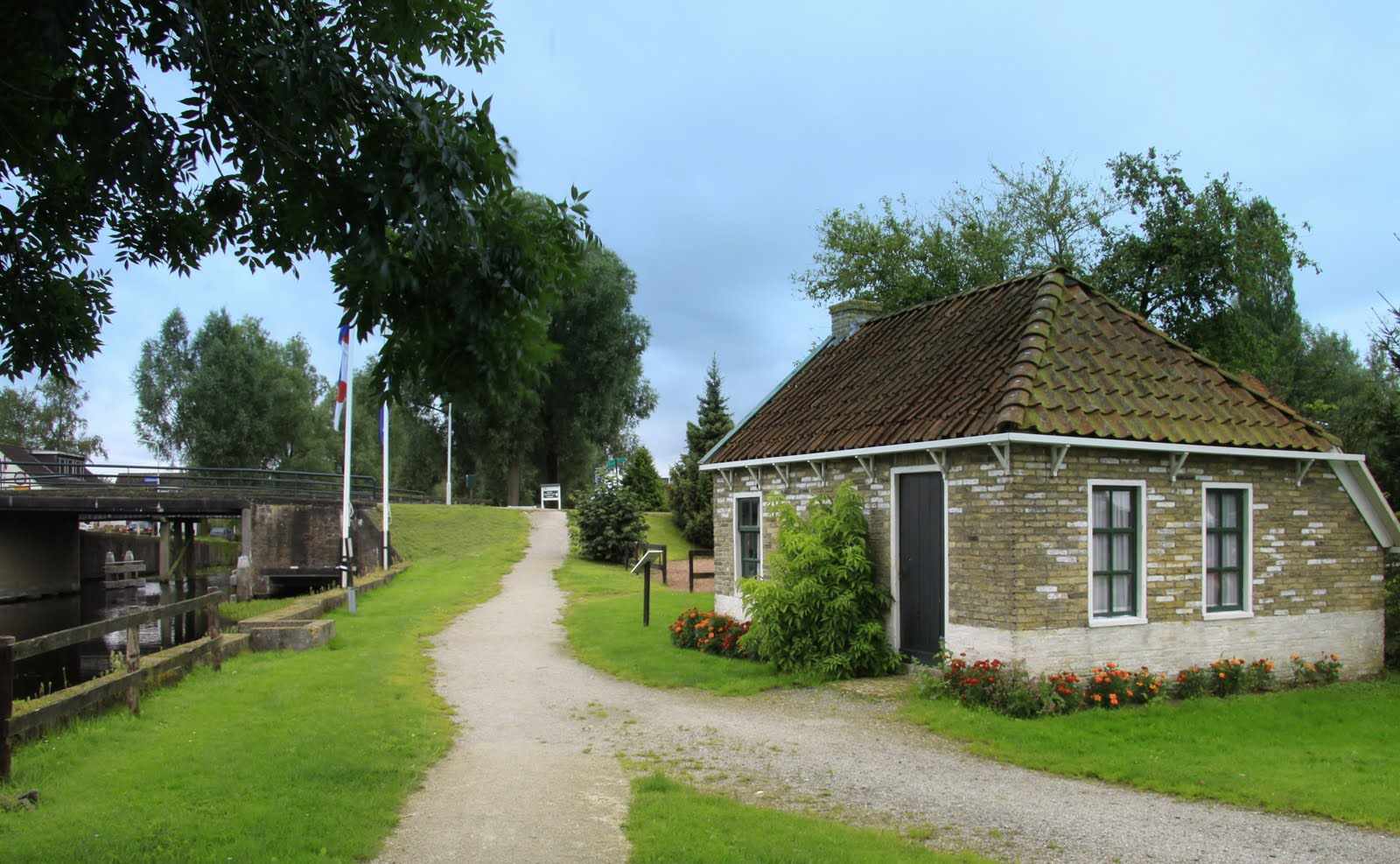
Музей у Ню-Бетсі
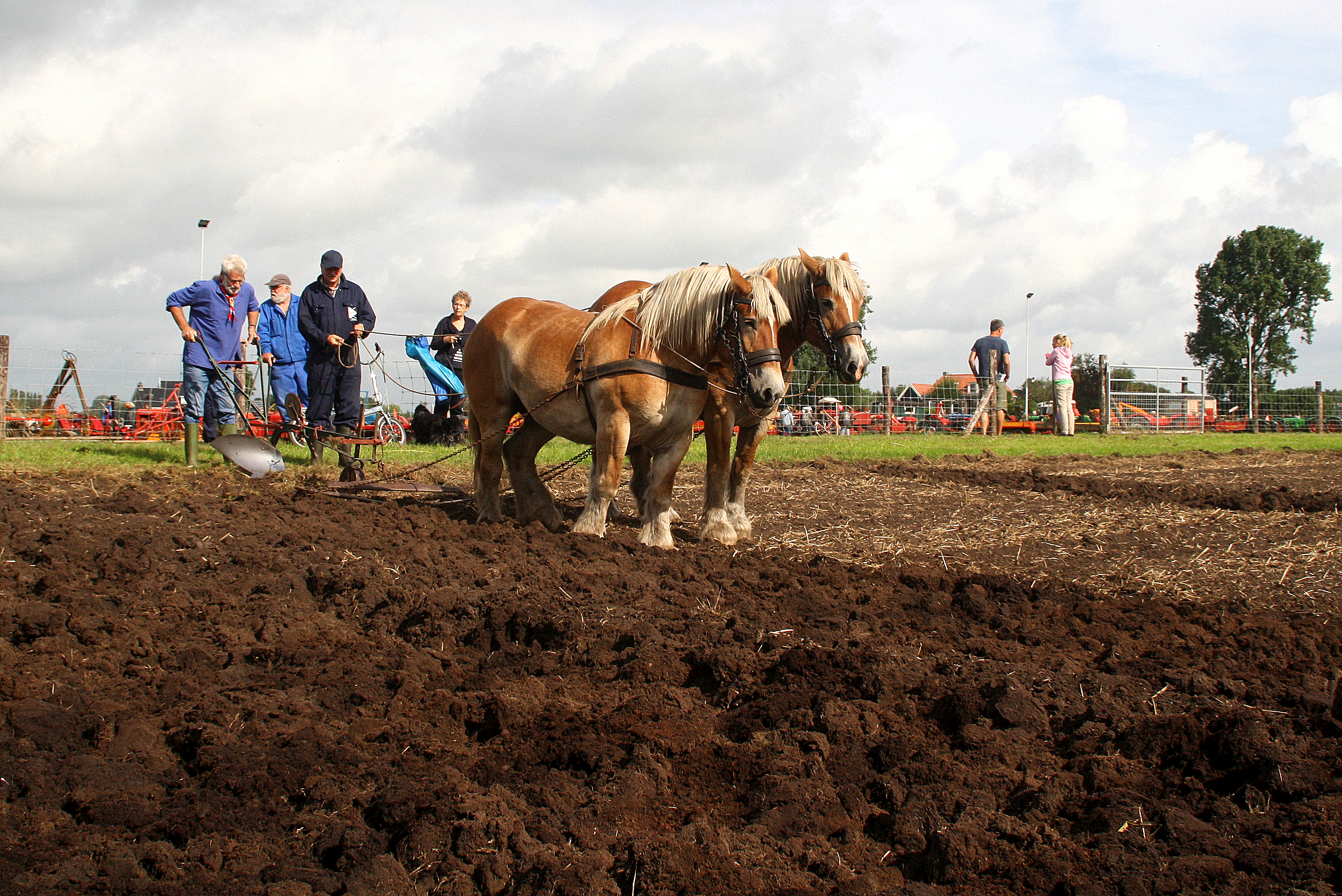